# Epidirona costifera
Epidirona costifera là một loài ốc biển, là động vật thân mềm chân bụng sống ở biển trong họ Turridae.